# Павлодарська область
52°18′ пн. ш. 76°57′ сх. д. / 52.300° пн. ш. 76.950° сх. д.
Павлодарська область утворена в січні 1938 року. Обласний центр — місто Павлодар, розташований на березі Іртиша, найбільшої річки Казахстану.
Область розташована на північному сході Республіки Казахстан і межує на півночі — з Омською, північному сході — з Новосибірською, на сході — з Алтайським краєм Російської Федерації, на півдні — із Східноказахстанською та Карагандинською областями, на заході з Акмолинською та Північноказахстанською областями Республіки Казахстан.

## Географія
Вигідне розташування дозволяє зв'язуватися області з іншими державами і областями Казахстану по Південно-Сибірській і Середньосибірській залізницях, автомобільних, авіаційних, електронних, трубопровідних та річкових видах транспорту.
Велику частину області займає степова рівнина, яку казахи спрадавна називали Сариарка (в перекладі «Жовта рівнина»), — Золотий степ (Казахський дрібносопковик). Вона і справді зберігає в собі величезні багатства. На території області знаходиться Баянаульський національний парк — перлина Павлодарського Приіртишшя, одне з найкрасивіших місць Республіки Казахстан. Гори, соснові ліси, тваринний світ, озера Жасибай, Торайгир, Сабиндиколь справляють незабутнє враження. Тут знаходиться найбільша зона відпочинку і місце паломництва туристів зі всіх кінців Казахстану і Росії.

### Клімат
Клімат Павлодарської області різко-континентальний, характеризується холодною тривалою зимою (5,5 місяців), спекотним і коротким літом (3 місяці).

## Адміністративний поділ
| №  | Район, міські адміністрації       | Площа, км² | Населення, осіб (1989) | Населення, осіб (1999) | Населення, осіб (2009) | Населення, осіб (2021) | Центр     | АО | НП |
| -- | --------------------------------- | ---------- | ---------------------- | ---------------------- | ---------------------- | ---------------------- | --------- | -- | -- |
| 1  | Аккулинський район                | 8082,17    | 27702                  | 19653                  | 14593                  | 12637                  | Аккули    | 10 | 23 |
| 2  | Актогайський район                | 9778,01    | 29452                  | 21056                  | 15114                  | 13169                  | Актогай   | 7  | 31 |
| 3  | Баянаульський район               | 18507,75   | 38162                  | 32985                  | 28296                  | 24022                  | Баянаул   | 13 | 38 |
| 4  | Железинський район                | 7667,72    | 35785                  | 26293                  | 17849                  | 15454                  | Железинка | 12 | 33 |
| 5  | Іртиський район                   | 10190,20   | 41741                  | 33129                  | 20853                  | 17379                  | Іртиськ   | 12 | 27 |
| 6  | Майський район                    | 18106,54   | 23667                  | 16859                  | 12601                  | 10645                  | Коктобе   | 11 | 22 |
| 7  | Павлодарський район               | 5842,19    | 37767                  | 30799                  | 27123                  | 26826                  | Павлодар  | 13 | 38 |
| 8  | Теренкольський район              | 6752,17    | 42180                  | 31666                  | 22208                  | 20234                  | Теренколь | 12 | 30 |
| 9  | Успенський район                  | 5494,16    | 31016                  | 21395                  | 13254                  | 12624                  | Успенка   | 7  | 21 |
| 10 | Щербактинський район              | 6848,66    | 37871                  | 28967                  | 21866                  | 19246                  | Шарбакти  | 7  | 27 |
| 1  | Аксуська міська адміністрація     | 8013,58    | 85958                  | 73165                  | 67665                  | 72363                  | Аксу      | 7  | 33 |
| 2  | Екібастузька міська адміністрація | 18876,02   | 162178                 | 151704                 | 142511                 | 146374                 | Екібастуз | 13 | 29 |
| 3  | Павлодарська міська адміністрація | 633,21     | 351275                 | 319312                 | 338542                 | 365782                 | Павлодар  | 3  | 8  |

## Найбільші населені пункти
Населені пункти з чисельністю населення понад 10000 осіб:
| № | Населений пункт | Населення, осіб (1989) | Населення, осіб (1999) | Населення, осіб (2009) | Населення, осіб (2021) |
| - | --------------- | ---------------------- | ---------------------- | ---------------------- | ---------------------- |
| 1 | Павлодар        | 330748                 | 300503                 | 317289                 | 333190                 |
| 2 | Екібастуз       | 134627                 | 127197                 | 125012                 | 129748                 |
| 3 | Аксу            | 47067                  | 42264                  | 41677                  | 51866                  |
| 4 | Павлодарське    | 4398                   | 4541                   | 5319                   | 10613                  |

## Населення
Населення — 756755 осіб (2021, 742475 у 2009, 806983 у 1999, 944754 у 1989).
Останніми роками демографічна ситуація в Павлодарській області характеризується збільшенням природного приросту населення (абсолютне число дітей, що народилися, в Павлодарській області збільшилося з 8,7 тис. 1999 року до 9,7 тис. 2003 року, що більше приблизно на 11,1 %). За станом на 1 січня 2004 року — 154,3 тисяч дітей у віці від 0-14 років (20,7 % від загальної чисельності), осіб у віці від 15-59 років — 498,1 тис. (66,8 %), літніх людей у віці 60 років і старше — 92,8 тисяч осіб (12,5 %).
В області проживають представники понад 70 національностей — казахи, росіяни, українці, німці, татари, білоруси та інші. За період 1999-04 рр. чисельність казахів в Павлодарській області зросла на 2,6 %. Питома вага міського населення — 64 %.
| Роки      | 2003     | 2004     | 2005     | 2006     | 2007     | 2008     |
| --------- | -------- | -------- | -------- | -------- | -------- | -------- |
| Населення | 748 651  | ▼745 238 | ▼743 826 | ▼742 911 | ▲744 860 | ▲746 454 |
|           |          |          |          |          |          |          |
| Роки      | 2009     | 2010     | 2011     | 2012     | 2013     | 2014     |
| Населення | ▼742 276 | ▲744 363 | ▲746 163 | ▲747 055 | ▲749 154 |          |

## Економіка
Павлодарська область — один з головних індустріальних регіонів Казахстану. Історично тут сформувався один з найбільших в економічному просторі СНД територіально-виробничий комплекс з оптимальним поєднанням традиційно складних виробництв і підприємств, що займаються освоєнням мінеральної і вуглеводневої сировини.
Величезний природно-ресурсний потенціал області, наявність розвиненої виробничої і соціальної інфраструктури, високий науково-технічний потенціал, її місцеположення між Центральною Азією і Сибіром привертають пильну увагу промисловців і підприємців різних країн і континентів.
Крім того, до цих показників економічного рівня можна додати і інші привабливі галузі регіону: розвинена банківська сфера, динамічний розвиток малого і середнього бізнесу, наявність фахівців високого класу, сучасна транспортно-комунікаційна інфраструктура, присутність іноземних інвесторів, наявність державних програм розвитку. На території Павлодарської області склався багатогалузевий індустріальний комплекс.
Промисловий потенціал регіону визначають великі експортноорієнтовані промислові компанії. Ними виробляється вугілля, електро- і теплоенергія, глинозем, феросплави. На долю області припадає близько 7 % промислового виробництва Республіки, близько 70 % республіканського видобутку вугілля, 3/4 республіканського виробництва феросплавів, близько 40 % республіканського виробництва електроенергії і нафтопродуктів. В області є достатній потенціал для розвитку підприємств хімічної, машинобудівної і металообробної галузей.
В області активно діє близько 5 тис. підприємств різної форми власності. Найбільш великі з них: АТ «Алюміній Казахстану», філія «Аксуський завод феросплавів» АТ ТНК «Казхром», ТОО «Багатир Аксес Комір», АТ «Євроазіатська енергетична корпорація», АТ «Павлодарський нафтохімічний завод», АТ «Казахстантрактор», АТ «Павлодарський машинобудівний завод», АТ «Павлодарський картонно-руберойдовий завод» і багато інших. Більшість з них добре відомі не лише в республіці, але і за її межами.
Крім того, регіон має в своєму розпорядженні сировинну базу і виробничі потужності по переробці сільгосппродуктів. Енергетичне серце Казахстану — найбільші електростанції Екібастузські, Аксуська ГРЕС, а також череда великих теплостанцій, які обслуговують енергоємкі підприємства Павлодарського промислового комплексу. Безперечною перевагою цих електростанцій є близькість до вугільних джерел і споживачів електричної і теплової енергії.
Чимала роль в області приділяється і сільському господарству. Площу сільськогосподарських угідь регіону становить 11,2 млн га. Основною оброблюваною в області культурою є пшениця — близько половини площі посівів. Біля 15-17 % посівів припадає на інші зернові. Крім того, в області культивуються картопля, овочеві і баштанні культури.
Створений в області промисловий потенціал зумовив необхідність розширення транспортних комунікацій і транспортно-економічних зв'язків. Областю є складний транспортно-комунікаційний вузол: тут беруть початок найбільший казахстанський нафтопровід на південь країни (у місто Шимкент), лінії далеких передач електроенергії в різні регіони Казахстану і Росії, канал Іртиш — Караганда.

## Історія
Археологічні дослідження вказують на те, що в Приіртиш'ї ще в доісторичні часи жили численні племена. Сліди стоянок давньої людини знайдені в Баянаульському районі, на березі Іртиша. Знайдені кам'яні знаряддя, кремнієві наконечники стріл і списів. Проходили тисячоліття, змінювалися культури різних племен. Тут кочували кимаки, усуні, кангли, наймани.
Перші експедиції на територію сучасного Павлодарського Пріїртиш'я почалися відразу ж після зміцнення державної влади в Сибіру і установи Тобольської губернії.
Прабатько Павлодару — поштовий форпост Коряковський виник на березі Іртиша 1720 року. 1838 року форпост був перетворений в однойменну станицю, а 1861 року — в місто Павлодар. Тоді ж, на початку 19-го століття намітився підйом сільського господарства, розвиток галузей по переробці сільськогосподарської сировини, гірничої справи. З другої половини 19-го століття ведеться розробка видобутку вугілля в Екібастузі, видобуток солі на озерах Коряковське і Великий Калкаман.
У першій половині 20-го століття з будівництвом залізниці Кулунда-Павлодар (1923) і розвитком судноплавства на Іртиші, господарство розвивається швидкими темпами. Павлодар, що став обласним центром 1938 року, виявився на перехресті судноплавної річки Іртиш і залізниці, отримав надійний зв'язок з Екібастузом, Уралом, Сибіром. Це послужило подальшому розвитку економіки міста і області. На місці дрібних майстерень виросли великі промислові підприємства.
З 1956 року Павлодар став одним з центрів освоєння цілинних і царинних земель. В результаті підйому цілини посівні площі області збільшилися в десятки разів. Видобуток вугілля і освоєння цілини дали потужний поштовх розвитку продуктивних сил Павлодарської області.
26 грудня 1960 року Павлодарська область увійшла до складу новоствореного Цілинного краю.
З 1949 по 1962 рік південь території Павлодарської області, входив в склад Семіпалатинського ядерного полігону.
Вигідне економіко-географічне положення, багатющі ресурси, наявність транспортних доріг, каналу Іртиш-Караганда сприяло тому, що в 1957 році був створений Павлодар-Екібастузський територіально-промисловий комплекс, до складу якого увійшли Павлодар, Екібастуз, Аксу (Єрмак). На основі дешевого Екібастузського вугілля створена енергетична база і отримали розвиток нові галузі промисловості: чорна і кольорова металургія, машинобудування, алюмінієва, нафтопереробна і хімічна.
Сьогодні Павлодарська область виділяється серед всіх областей високим промисловим потенціалом, має багатогалузеве сільське господарство, повністю забезпечує себе продуктами сільського господарства. Тут отримали розвиток всі види транспорту, окрім морського, і всі галузі невиробничої сфери.

## Природні багатства
Область займає одне з провідних місць в мінерально-сировинному комплексі Республіки Казахстан.
Загальна вартість балансових запасів твердих корисних копалини Павлодарського Приіртиш'я оцінюється в 460 мільярдів доларів. Це — вугілля і самі різні метали, включаючи золото, будівельні матеріали і багато що інше. Частина родовищ давно і успішно розробляється, на інших ведуться додаткові геолого-розвідувальні роботи, уточнюються реальні обсяги корисних копалини, умови видобутку.
У Павлодарській області зосереджено більш за третину всіх вугільних запасів Казахстану. Найбільші з родовищ — Екібастузське і Майкубенське, які зберігають, відповідно, 10,5 мільярда і 2,2 мільярда тонн енергетичної сировини. Перспективні для освоєння і дев'ять інших родовищ із загальним запасом вугілля близько трьох млрд тонн.
Особливість більшості всіх цих родовищ в тому, що вугілля в них залягає неглибоко місцями його пласти виходять прямо на поверхню землі. Через це видобуток виробляється відкритим способом. За перші півстоліття освоєння Екібастузського басейну здобуто понад 2 мільярди тонн вугілля.
Підготовлено до освоєння найбільше мідно-порфірне родовище «Бощекуль». Руди тут залягають близько від поверхні землі і містять в промисловій концентрації не лише мідь, але і молібден, срібло, інші коштовні метали. Загальні запаси міді у всіх родовищах складають три з половиною мільйони тонн.
Майже в 150 тонн оцінюються прогнозовані запаси родовищ золото, яке окрім цього дорогоцінного металу, містить також срібло, мідь, цинк, барит. Ці метали добуваються в основному (близько 300 тисяч тонн руди на рік, з якої виплавляється 300 кілограмів золота, п'ять тонн срібла і 500 тонн цинку (на 2004 рік)) на Майкаїнському родовищі.
Родовища кобальту оцінюються в 14 тисяч тонн, нікелю — в 251 тисяча тонн, марганцю — в 70 тисяч тонн. Найважливіша особливість рудних запасів краю — їх багатокомпонентний склад: окрім основних названих металів, вони містять молібден, берилій, індій, талій, галій, кадмій, германій, селен, телур тощо. В області знайдені родовища малахіту і бірюзи. Деякі фахівці вважають, що є реальні передумови для виявлення технічних і ювелірних алмазів. У Павлодарському Приіртиш'ї відсутні відкриті родовища нафти і газу, проте, майже половину території області займає Приіртишська западина, яку геологи вважають перспективною на величезні запаси вуглеводневої сировини. Прогнозні ресурси нафти оцінюються в 315 мільйонів тонн, а газу в 148 мільярдів кубічних метрів.
В області налічується 89 родовищ так званих загальнопоширених корисних копалини: це сировина для виробництва різних будівельних матеріалів, для потреб промисловості і для інших цілей. Так, наприклад, Карасорське родовище формувальних пісків — найбільше в СНД. Приблизно 700 мільйонів тонн коштовної сировини зберігає Сухановське родовище каолінових вогнетривких глин.
У регіоні великі водні ресурси. По території області протікають більше 140 річок. Об'єм річного стоку Іртиша — близько ста тисяч кубічних кілометрів. Унікальний канал Іртиш-Караганда, що не має аналогів у світі. Майже на всьому 500-кілометровому протязі іртишська вода по ньому тече в гору, долаючи вододіл в півкілометра заввишки, оснащені 22 насосними станціями. Без каналу неможливий був би розвиток вуглевидобування і енергетики в Екібастузі, чорної металургії в Караганді.
У Павлодарській області налічується 1200 великих і малих озер. Близько сотні з них прісні, а решта солоні. На території області розвідано одинадцять родовищ підземних вод з експлуатаційними запасами 3,8 мільйона кубічних метрів на добу. Всі вони придатні для пиття і зрошування.